# Rudolf
A Rudolf a férfinév a német Rudolf név átvétele. Ez utóbbinak az eredeti írásmódja Hrodolf volt(hroth + wolf),[forrás?] jelentése pedig: dicsőség, hírnév + farkas.  Női párja: Rudolfina

## Rokon nevek
- Rolf:[1] a Rudolf német beceneve.[2]

## Gyakorisága
Az 1990-es években a Rudolf igen ritka, a Rolf szórványos név, a 2000-es években nem szerepelnek a 100 leggyakoribb férfinév között. a

## Névnapok
Rudolf
- április 17.[2]
- július 27.[2]
- október 17.[2]
- november 7.[2]

## Idegen nyelvi változatai
- Rodolfo (olasz)
- Rudolph (angol)
- Rodolphe (francia)

## Híres Rudolfok, Rolfok

### Magyarok
| - Andorka Rudolf szociológus, akadémikus - Balogh Rudolf fotóművész - Bauer Rudolf olimpiai bajnok diszkoszvető - Bürger Rudolf román válogatott labdarúgó, edző - Jeny Rudolf labdarúgó, edző | - Kárpáti Rudolf olimpiai és világbajnok kardvívó, versenybíró, sportvezető - Rodolfo (eredetileg Gács Rezső) bűvész - Maros Rudolf zeneszerző - Somogyvári Rudolf színművész - Wetzer Rudolf román válogatott labdarúgó, edző |

### Külföldiek
| - Rudolf főherceg, az Osztrák–Magyar Monarchia trónörököse - Rudolf von Alt osztrák festő - Rudolf Augstein német publicista - Rudolf Bahro német filozófus - Rodolfo Baldini olasz színész - Rudolph Berthold első világháborús német pilóta - Rudolf Karl Bultmann evangélikus teológus - Rudolf Caracciola német autóversenyző - Rudolf Carnap német filozófus - Rudolf Julius Emanuel Clausius, német fizikus - Rudolf Diesel a Diesel motor feltalálója - Rudolf von Ems költő - Rudolf von Fulda szerzetes, történetíró - Rudolph W. Giuliani amerikai politikus, New York egykori polgármestere - Rudolf Glöckner német labdarúgó-játékvezető - Rudolf Heinz német filozófus | - Rudolf Heß nemzetiszocialista politikus - Rudolf Hoffhalter nyomdász, betűmetsző - Rudolf Kaiser német fizikus - Rudolf von Jhering német jogtudós - Rudolf Mößbauer német fizikus - Rudolf Oeser német író - Rudolf Otto német teológus - Rudolf Raftl osztrák labdarúgó - Rudolf Scharping német politikus - Rudolf Steiner, az antropozófia megalapítója - Rudolf Tarnow német író - Rudolf Thaut német teológus - Rudolph Valentino amerikai színész - Rudolf Virchow német orvos, politikus - Ruedi Walter svájci színész - Rolf Zuckowski énekes |

### Uralkodók
- I. Rudolf német király
- Rudolf magyar király, II. Rudolf néven német-római császár
- I. Rudolf bajor herceg
- Sváb Rudolf német ellenkirály

## Egyéb Rudolfok és Rolfok
- Rudolf, a Télapó rénszarvasa